# Rebecca Soni
Rebecca Soni, född 18 mars 1987, är en amerikansk simmare. 
Soni är specialist inom grenen bröstsim och innehar totalt 6 OS-medaljer. Hon är före detta innehavare av flera världsrekord, både på 100 meter bröstsim (kort och lång bana) och 200 meter bröstsim (kort och lång bana), och var den första kvinnan att simma 200 meter bröstsim på under 2 minuter och 20 sekunder. Hon var medlem i det amerikanska simlandslaget och innehar som sådan världsrekordet på 4×100 meter medley lagkapp (lång bana).
Soni har vunnit totalt 22 medaljer, fjorton guld, sju silver och ett brons, i stora internationella mästerskap som OS, Världsmästerskapen, Universiaden och Pan Pacific Championships. Hennes först framträdande på den internationella scenen var under sommarspelen 2008, där hon vann två silvermedaljer och ett guld. På distansen 200 meter bröstsim i OS, satte hon världsrekord och vann guld, vilket chockerade Australiens favorittippade Leisel Jones. Fyra år senare, vid sommarspelen 2012 i London, försvarade Soni sin OS-titel på distansen 200 meter bröstsim och satte ett nytt världsrekord, hon blev samtidigt den första kvinnan att göra det.
Hon vann Swimming World Magazines utmärkelse årets simmare i kategorin världens bästa simmare (World Swimmer of the Year) 2010 och 2011, samt i kategorin Amerikas bästa simmare (American swimmer of the Year) 2009, 2010 och 2011.

## Biografi
Rebecca Soni föddes i Freehold Borough i New Jersey i USA 1987, som dotter till Peter och Kinga Soni. Sonis föräldrar är av ungersk härkomst, de emigrerade från Cluj-Napoca i Rumänien under 1980-talet. Hennes far arbetar med fastigheter och hennes mamma är sjuksköterska. Förutom engelska, talar Soni även ungerska. Soni har en äldre syster, Rita, som också är simmare. Ursprungligen började Soni med gymnastik men vid tio års ålder började hon simma.
Soni tog 2005 examen från West Windsor-Plainsboro High School North i Plainsboro Township i New Jersey. Soni gick sedan vidare till University of Southern California och utexaminerades 2009. Hennes huvudämne var kommunikation vid Annenberg School for Communication.
På USC blev Soni NCAA-champion sex gånger, efter att ha vunnit 200 meter bröstsim mellan 2006 och 2009 och 100 meter bröstsim under 2008 och 2009.
Soni har bland annat tränat för coach Dave Salo, som även tränat bröstsimsvärldsrekordhållaren Jessica Hardy.
I augusti 2010 blev Soni talesman för United Nations Foundations Girl Up-kampanj. Organisationen fokuserar på att förbättra livet för världens ungdomar.

### Karriär

#### Tidiga år
Som sjuttonårig deltog Soni i 2004 års amerikanska OS-uttagningar i simning, där hon slutade på femtonde plats totalt i 100 meter bröstsim och elfte plats totalt i 200 meters bröstsim. Följande år, vid 2005 års försök till VM, missade Soni precis att ta en plats i 2005 års världsmästerskapslag, efter att ha avslutat på tredje plats i 200 meter bröstsim efter Tara Kirk och Kristen Caverly. Soni placerade sig också på fjärde plats i 100 meter bröstsim. I Sommaruniversiaden 2005 tog Soni sina första internationella medaljer, genom att vinna silver i 100 och 200 meter bröstsim och guld i 4x100 meter medley. I världsmästerskapen i kortbanesimning 2006, slutade Soni på fjärde plats i 200 meter bröstsim. Bara några veckor före 2006 års amerikanska mästerskap, genomgick Soni en procedur som kallas radiofrekvent ablation för att hjälpa till att reglera henne hjärtslag. Även om det inte var hälsofarlig, upplevde Soni ibland en hög puls som ibland störde hennes träning  På de nationella mästerskapen 2006, inför uttagningen till Pan Pacific Championships 2006 och världsmästerskapen i simsport 2007, slutade Soni på tionde plats totalt i både 100 meter och 200 meter bröstsim.

#### Olympiska sommarspelen 2008
Vid olympiska sommarspelen 2008 vann Soni en silvermedalj i 100 meter bröstsim, bakom världsrekordhållare Leisel Jones, Australien, med tiden 1:06.73 mot Jones 1:05.17. I 200 meter bröstsim, besegrade Soni Australiens Jones och vann guldmedaljen samtidigt som hon satte ett nytt världsrekord med tiden 2:20.22. Jones blev tvåa med en tid på 2:22.05. Efter loppet sade Soni: "det har varit en lång väg att komma hit, jag kan inte tro vad som just har hänt." Tillsammans med Natalie Coughlin, Christine Magnuson och Dara Torres i lagkappen 4x100 meter medley slutade Soni tvåa bakom Australien. Soni hade den näst bästa mellantiden i loppet (1:05.95) bakom Jones (1:04.58).

#### 2009
På 2009 års amerikanska mästerskap tävlade Soni i två grenar, 100 och 200 meter bröstsim. I 100 meters bröstsim, vann Soni enkelt med tiden 1:05.34. I 200 meters bröstsim, uppvisade Soni återigen dominans och avslutade på första plats med en tid på 2:20.38.
Vid världsmästerskapen i simsport 2009, som hölls i Rom, satte Soni ett tävlingsrekord på 100 meter bröstsim, med tiden 1:05.66. I semifinalen noterade Soni en tid av 1:04.84 och satte därmed ett nytt världsrekord och blev den första kvinnan att avsluta under 1:05.
Soni tävlade sedan på Duel in the Pool 2009, en kortbanetävling som hölls i december i Manchester. På 200 meter bröstsim, slog Soni Leisel Jones världsrekord med tiden 2:14.57. En dag senare simmade Soni på tiden 1:02.70 i 100 meter bröstsim och slog Jones tidigare världsrekord som löd 1:03.00.
För sina insatser utsågs Soni till Amerikas bästa simmare 2009, American Swimmer of the Year, av Swimming World Magazine.

#### 2010
Under 2010 års amerikanska mästerskap kvalificerade Soni till Pan Pacific Championships på distanserna 100 och 200 meter bröstsim. På 100 meter bröstsim vann Soni med tiden 1:05.73. I 200 meter bröstsim vann Soni enkelt på tiden 2:21.60, nästan fem sekunder före tvåan Amanda Beard.
Under Pan Pacific Championships 2010 vann Soni totalt tre guldmedaljer. På distansen 100 meter bröstsim noterade Soni tredje snabbaste tiden i historien med 1:04.93, och hon vann genom detta guldet framför Australiens Leisel Jones och Sarah Katsoulis. Hennes tid var också den snabbaste som någonsin registrerats i en vanlig baddräkt. Två dagar efter 100 meters loppet tävlade Soni på distanserna 200 meter bröstsim och 4×100 meter medley. I 200 meter bröstsim dominerade Soni med en tid på 2:20.69. Leisel Jones kom tvåa med 2:23.23 och världsrekordhållaren Annamay Pierse kom på tredje plats med en tid på 2:23.65. Mindre än en timme efter det loppet, tävlade Soni i lagkappen 4x100 meter medley med Natalie Coughlin, Dana Vollmer och Jessica Hardy. Hon simmade bröstsimmet, på tiden 1:05.35, vilket även var den snabbaste på distansen. Det amerikanska laget vann guldet med tiden 3:55.23.
I slutet av 2010, tävlade Soni på kortbane-VM i Dubai, där hon vann tre guldmedaljer och ett silver. Soni simmade samtliga bröstsimsdistanser och noterade fyra mästerskapsrekord.
Vid årets slut utnämndes Soni till årets bästa simmare i kategorin världens bästa simmare (World Swimmer of the Year) och Amerikas bästa simmare, American Swimmer of the Year, av Swimming World Magazine.

#### 2011
Under världsmästerskapen i simsport 2011 vann Soni guld på distansen 100 meter bröstsim. Efter att ha simmat i försöket på tiden 1:05.54 och i semifinal på 1:04.91, segrade Soni i finalen på tiden 1:05.05. Hennes vinnande tid var över en sekund före andra platsen som togs av Leisel Jones. I sitt andra lopp, 200 meter bröstsim, vann Soni med en tid på 2:21.47, detta blev hennes första guldmedalj på distansen i ett långbane-VM. Dock var hennes tid i finalen något långsammare än semifinaltiden som löd 2:21.03. I 4×100 meter medley lagkapp vann Soni guld tillsammans med Natalie Coughlin, Dana Vollmer och Missy Franklin med tiden 3:52.36, över tre sekunder före tvåan, Kina. Bröstsimmet i medley lagkappen simmade Soni på 1:04.71. Den slutliga tiden blev 3:52.36 vilket var den näst snabbaste insatsen genom tiderna, precis bakom det kinesiska världsrekordet på 3:52.19. Sista grenen som Soni ställde upp i var 50 meter bröstsim, där slutade Soni på tredje plats bakom Jessica Hardy och Yuliya Yefimova.
Vid årets slut blev Soni återigen utsedd till årets bästa simmare i kategorin världens bästa simmare (World Swimmer of the Year) och Amerikas bästa simmare, American Swimmer of the Year, av Swimming World Magazine.

#### 2012
Soni deltog i simning vid olympiska sommarspelen 2012, där hon vann guld i 200 meter bröstsim och silver i 100 meter bröstsim. Det amerikanska laget, där Soni ingick, vann också guld i 4×100 meter medley och satte samtidigt ett nytt världsrekord för distansen i lagkapp.

## Personliga rekord
.
| 50 m bröstsim (långbana)  | 30.11   | Rom        | 2 augusti 2009   |              |  |  |
| 100 m bröstsim (långbana) | 1:04.84 | Rom        | 27 juli 2009     |              |  |  |
| 200 m bröstsim (långbana) | 2:19.59 | London     | 2 augusti 2012   | Världsrekord |  |  |
|                           |         |            |                  |              |  |  |
| 50 m bröstsim (kortbana)  | 29.83   | Dubai      | 16 december 2010 |              |  |  |
| 100 m bröstsim (kortbana) | 1:02.70 | Manchester | 19 december 2009 | Världsrekord |  |  |
| 200 m bröstsim (kortbana) | 2:14.57 | Manchester | 18 december 2009 | Världsrekord |  |  |

## Världsrekord
| Nr | Distans | Gren                      | Tid     | Tävling                            | Stad                       | Datum            | Ålder |
| -- | ------- | ------------------------- | ------- | ---------------------------------- | -------------------------- | ---------------- | ----- |
| 1  | 200 m   | Bröstsim                  | 2:20.22 | Olympiska spelen 2008              | Peking, Kina               | 15 augusti 2008  | 21    |
| 2  | 100 m   | Bröstsim                  | 1:04.84 | Världsmästerskapen i simsport 2009 | Rom, Italien               | 27 juli 2009     | 22    |
| 3  | 200 m   | Bröstsim (kortbana)       | 2:14.57 | Duel in the Pool 2009              | Manchester, Storbritannien | 18 december 2009 | 22    |
| 4  | 100 m   | Bröstsim (kortbana)       | 1:02.70 | Duel in the Pool 2009              | Manchester, Storbritannien | 19 december 2009 | 22    |
| 5  | 4×100 m | Medley lagkapp (kortbana) | 3:45.56 | Duel in the Pool 2011              | Atlanta, Georgia, USA      | 16 december 2011 | 24    |
| 6  | 200 m   | Bröstsim                  | 2:20.00 | Olympiska spelen 2012              | London, Storbritannien     | 1 augusti 2012   | 25    |
| 7  | 200 m   | Bröstsim                  | 2:19.59 | Olympiska spelen 2012              | London, Storbritannien     | 2 augusti 2012   | 25    |
| 8  | 4×100 m | Medley lagkapp            | 3:52.05 | Olympiska spelen 2012              | London, Storbritannien     | 4 augusti 2012   | 25    |